# Эммс, Джон (шахматист)
Джон Эммс (англ. John Emms; род. 14 марта 1967) — английский шахматист, гроссмейстер (1995).
В составе сборной Англии участник 2-х Олимпиад (2000—2002).

## Изменения рейтинга
| Графики недоступны из-за технических проблем. См. информацию на Фабрикаторе и на mediawiki.org. |